# Marek Konarski

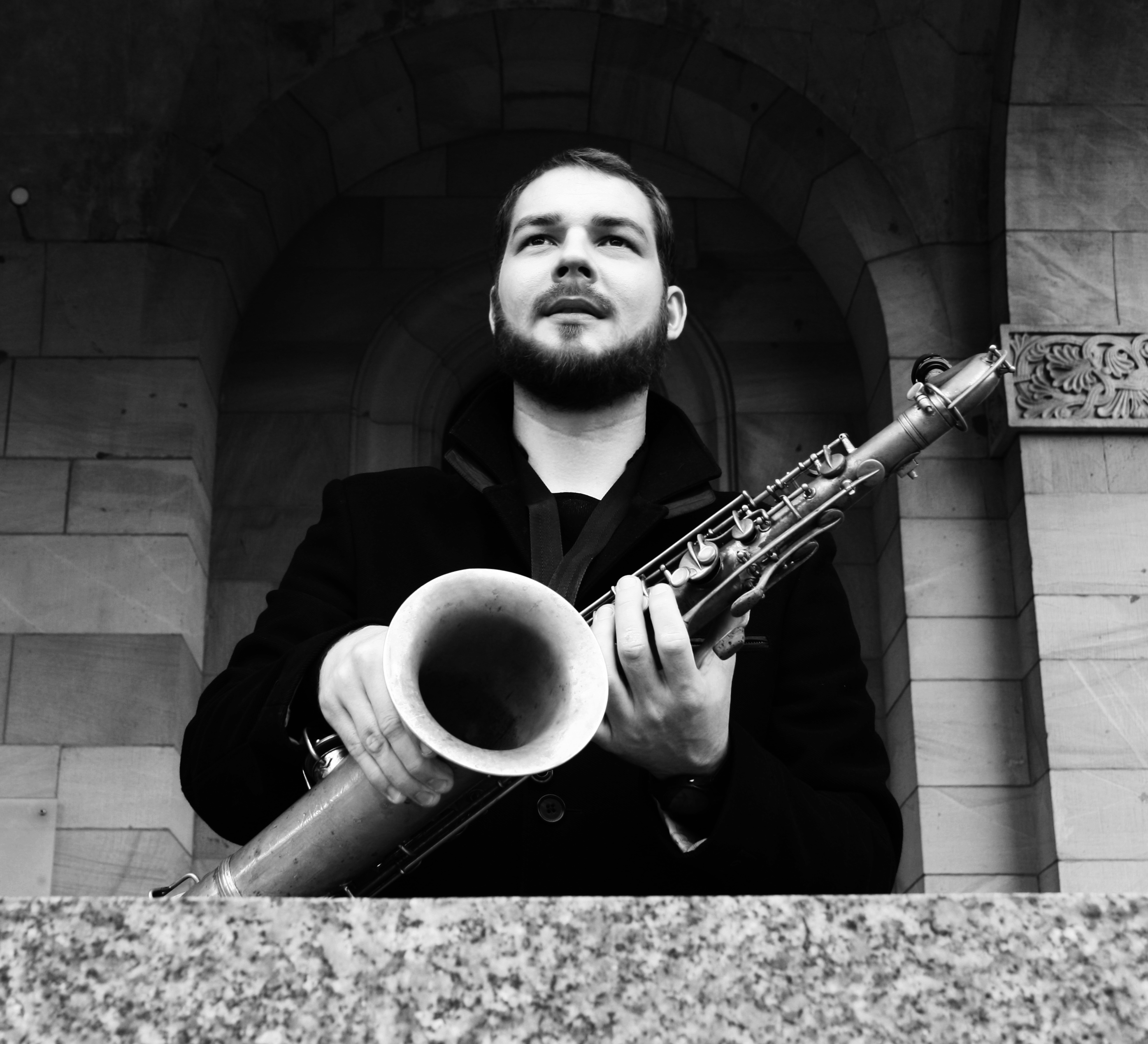

Marek Konarski (ur. 20 kwietnia 1992 w Gorzowie Wielkopolskim) – polski muzyk jazzowy, kompozytor i saksofonista tenorowy.

## Wykształcenie muzyczne
Edukacja:
- 2022 – program podyplomowy Soloist, Danish National Academy of Music, Odense, Dania[1]
- 2017 – magister sztuki, Danish National Academy of Music, Odense, Dania[2],
- 2014 – licencjat sztuki, Danish National Academy of Music, Odense, Dania[3],
- 2014 – program Erasmus, Sibelius Academy of Music, Helsinki, Finlandia[4],
- 2011 – ukończenie szkoły muzycznej II st. w zakresie gry na saksofonie jazzowym, Poznańska Ogólnokształcąca Szkoła Muzyczna II st. im. Mieczysława Karłowicza[5],
- 2008 – ukończenie szkoły muzycznej I stopnia w zakresie gry na saksofonie klasycznym, Państwowa Szkoła Muzyczna I st. im. Tadeusza Szeligowskiego w Gorzowie Wielkopolskim[6].

## Działalność koncertowa
Już w latach liceum występował w takich zespołach jak: Orkiestra Zbigniewa Górnego czy poznański Big Stan Band. W 2012 roku założył zespół „Tone Raw” wspólnie z: Sebastianem Zawadzkim – fortepian, Thomasem Kolarczykiem – kontrabas, Kubą Gudzem – perkusja. Po krótkim czasie zespół odnosi pierwszy sukces, wygrywa konkurs na Jazzowy Debiut Fonograficzny organizowany przez Instytut Muzyki i Tańca w Warszawie i nagrywa płytę „Tone Raw”. Kwartet zagrał wiele koncertów w Polsce, Niemczech i Danii. Od początku studiów za granicą muzyk współpracuje z głównymi przedstawicielami skandynawskiej sceny jazzowej, m.in.: Anders Mogensen, Carl Winther, Johnny Aman, Richard Anderson, Kresten Osgood, Kenneth Dahl Knudsen, z którymi koncertuje w wielu krajach Europy. Od 2016 roku saksofonista występuje z gwiazdą światowego saksofonu, pochodzącym z Bostonu Jerrym Bergonzim, a w 2017 roku do współpracy zaprosił go znakomity trębacz Tim Hagans, trzykrotnie nominowany do Nagrody Grammy.

## Nagrody/Stypendia
Indywidualne:
- 2022 - Stypendium Ministra Kultury i Dziedzictwa Narodowego „Młoda Polska”[7],
- 2022 - Stypendium Miasta Poznania dla młodych twórców[8][martwy link],
- 2020 - Stypendium z funduszu popierania twórczości  ZAIKS[potrzebny przypis]
- 2020 -  Stypendium Artystyczne Prezydenta Miasta Gorzowa Wielkopolskiego[potrzebny przypis]
- 2019 – Medal 100-lecia Niepodległości od Premiera RP,
- 2017 – Nagroda od stowarzyszenia Foreningen Rytmisk Musik Konservatorium Venner w Kopenhadze,
- 2017 – Nagroda od Else Timmermanns Fond w Danii,
- 2016 – I Nagroda na 9th Grupa Azoty Jazz Contest 2016 w Tarnowie[9],
- 2016 – I Nagroda na Blue Note Poznań Competition[10],
- 2016 – I Nagroda na 9th Grupa Azoty Jazz Contest w Tarnowie[11],
- 2015 – Muzyk Roku  duńskiej wyspy Fyn[12],
- 2014 – II Nagroda na Przeglądzie Młodych Wykonawców Muzyki Jazzowej 2014 w Łomży[13],
- 2012 – III Nagroda na Przeglądzie Młodych Wykonawców Muzyki Jazzowej 2012 w Łomży[14],
- 2012 - Stypendium Artystyczne Prezydenta Miasta Gorzowa Wielkopolskiego[15].

Zespołowe:
- 2015 – II Nagroda na Young Nordic Jazz Comets 2015 w Helsinkach z zespołem Jazz Fresh,
- 2012 – Wygrana Konkursu na Jazzowy Debiut Fonograficzny z zespołem TONE RAW[16].

## Płyty
- 2023 "Polish Encounter", Anders Mogensen Quartet[17]
- 2022 "Mystique From The North", Case Kamarainen[18]
- 2022 "Legend", Adam Bałdych Quintet + Agata Szymczewska[19]
- 2021 „Poetry”, Adam Bałdych Quintet, Paolo Fresu[20]
- 2021 „JoyRide”, Case Kamarainen[21]
- 2021 „Konarski & Folks”, Konarski & Folks[22]
- 2020 „Into The wild”, Bartosz Pernal Sextet[23]
- 2019 „Eternal Forge”, Tim Hagans Quintet,
- 2019 „Colors”, Marek Jakubowski Quartet
- 2018 „Poznan Jazz Philharmonic Orchestra plays Weezdob”, Poznan Jazz Philharmonic Orchestra
- 2018 „Żuławskie Wierzby”, Poznan Jazz Philharmonic Orchestra & Kacper Smoliński
- 2018 „Waiting”, Case Kamarainen
- 2017 „Songs of Hope”, Adam Zagórski Quartet
- 2012 „Tone Raw”, Tone Raw Quartet

## Inne
- Członek Polskiego Stowarzyszenia Jazzowego
- Wykładowca Małej Akademii Jazzu prowadzonej przez Bogusława Dziekańskiego i gorzowski Jazz Club Pod Filarami